# Gastrorchis pulchra
Gastrorchis pulchra là một loài thực vật có hoa trong họ Lan. Loài này được Humbert & H.Perrier mô tả khoa học đầu tiên năm 1955.